# Jean de Charpentier
Jean de Charpentier o Johann von Charpentier (Freiberg, 8 de desembre de 1786 - Bex, 12 de desembre de 1855) fou un geòleg i professor universitari germano-suís, que estudià les glaceres de Suïssa.

## Vida i llegat

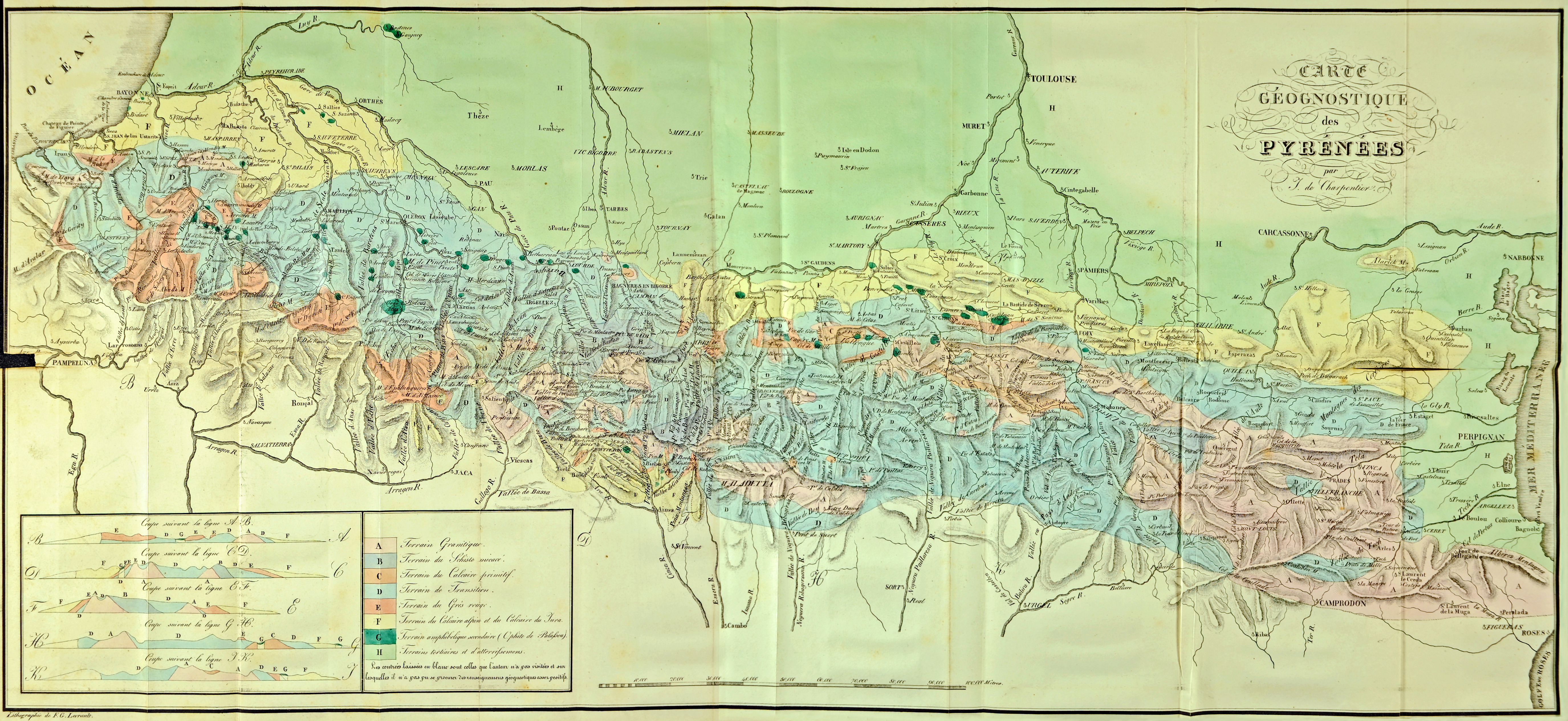
Carta geològica dels Pirineus

Després de seguir els pasos del seu pare com a enginyer miner, excel·lí en el seu camp treballant a les mines de coure dels Pirineus i a les mines de sal de Suïssa occidental.
L'any 1818 un esdeveniment catastròfic canvià el seu focus de vida quan un llac artificial congelat a Bagnes, per sobre de Martigny, trencà la seva barrera, causant nombroses morts. Després, realitzà extensos estudis de camps als Alps. Utilitzant l'evidència de roques i morrenes erràtiques i dibuixant a les obres de Goethe, plantejà la hipòtesi que les glaceres suïsses havien estat molt més extenses amb anterioritat. Aquestes morrenes, característiques de glaceres, estaven sembrades com si fossin portades allà per glaceres que ja no existeixen. Així i tot, no s'està segur com les primeres glaceres foren formades, es mogueren o desaparegueren. Les seves idees foren més tard agafades i desenvolupades per Louis Agassiz.
La glacera de Charpentierbreen, situada a Nathorst Land, a Spitsbergen, Svalbard, s'anomena així en honor seu.